# Liste der Baudenkmäler in Donnersdorf
Auf dieser Seite sind die Baudenkmäler in der unterfränkischen Gemeinde Donnersdorf zusammengestellt. Diese Tabelle ist eine Teilliste der Liste der Baudenkmäler in Bayern. Grundlage ist die Bayerische Denkmalliste, die auf Basis des Bayerischen Denkmalschutzgesetzes vom 1. Oktober 1973 erstmals erstellt wurde und seither durch das Bayerische Landesamt für Denkmalpflege geführt wird. Die folgenden Angaben ersetzen nicht die rechtsverbindliche Auskunft der Denkmalschutzbehörde.
 Diese Liste gibt den Fortschreibungsstand vom 6. September 2024 wieder.

## Baudenkmäler nach Gemeindeteilen

### Donnersdorf
| Lage                                                                                     | Objekt                                          | Beschreibung | Akten-Nr.              | Bild                       |
| ---------------------------------------------------------------------------------------- | ----------------------------------------------- | --- | ---------------------- | -------------------------- |
| Andreas-Halbig-Straße 2 (Standort)                                                       | Hausrelief, Gedenktafel                         | Himmelfahrt Mariens, 18. Jahrhundert | D-6-78-124-2 Wikidata  | weitere Bilder             |
| Bachgasse (Standort)                                                                     | Bildstock                                       | Vierkantiger Schaft auf Tischsockel, rundbogiger Aufsatz mit Heiliger Dreifaltigkeit (Marienkrönung) und Heiliger Familie, Sandstein, 1728; zum Teil erneuert              | D-6-78-124-3 Wikidata  | weitere Bilder             |
| Hinter der Riedmühle, Richtung Tugendorf                                                 | Bildstock                                       | 1761; nicht nachqualifiziert, im Bayerischen Denkmal-Atlas nicht kartiert                                                                                                  | D-6-78-124-30 Wikidata | BW                         |
| Dorfausgang nach Tugendorf-Pusselsheim                                                   | Bildstock                                       | 1650; nicht nachqualifiziert, im Bayerischen Denkmal-Atlas nicht kartiert                                                                                                  | D-6-78-124-26 Wikidata | BW                         |
| Dorfausgang nach Tugendorf, zum Kleinrheinfelder Weg                                     | Bildstock                                       | 1711; nicht nachqualifiziert, im Bayerischen Denkmal-Atlas nicht kartiert                                                                                                  | D-6-78-124-28 Wikidata | BW                         |
| Kirchstraße (Standort)                                                                   | Kriegerdenkmal                                  | Steinfigur des heiligen Georg auf einem gemauerten Sockel, der mit einer Hauben überdacht ist, mit Inschriften, 20. Jahrhundert                                            | D-6-78-124-17 Wikidata | weitere Bilder             |
| Friedhofstraße 5, Kirchstraße, Kirchstraße 3, Kirchstraße 4, Nähe Kirchstraße (Standort) | Bildstock                                       | Sockel mit Pfeiler, rundbogiger Aufsatz mit Relief der Marienkrönung, Sandstein, bezeichnet „1835“                                                                         | D-6-78-124-96 Wikidata | weitere Bilder             |
| Friedhofstraße 6 (Standort)                                                              | Hausrelief                                      | Marienkrönung, Sandstein, 18./19. Jahrhundert; eingemauert | D-6-78-124-4 Wikidata  | weitere Bilder             |
| Hauptstraße 15 (Standort)                                                                | Bildstock                                       | Säule auf balusterartigem Sockel, Aufsatz mit Säulchen und Giebel, Reliefdarstellung Marienkrönung, wohl 19. Jahrhundert                                                   | D-6-78-124-9 Wikidata  | weitere Bilder             |
| Hauptstraße 22 (Standort)                                                                | Wohnhaus                                        | Zweigeschossiger giebelständiger Walmdachbau mit profilierten Fensterrahmungen, 18. Jahrhundert                                                                            | D-6-78-124-10 Wikidata | weitere Bilder             |
| Hauptstraße 28 (Standort)                                                                | Pfarrhaus                                       | Zweigeschossiger traufständiger Satteldachbau mit Eckquaderung, 1860 | D-6-78-124-11 Wikidata | weitere Bilder             |
| Hauptstraße 28 (Standort)                                                                | Bildstock                                       | Abgefaster Vierkantschaft auf Tischsockel, Aufsatz mit Marienkrönung, Sandstein, errichtet 1903, erneuert 1950                                                             | D-6-78-124-12 Wikidata | Bildstock                  |
| Hauptstraße 32 (Standort)                                                                | Hoftor mit Fußgängerpforte                      | Sandstein, bezeichnet „1899“ | D-6-78-124-13 Wikidata | Hoftor mit Fußgängerpforte |
| Hennenwinkel (Standort)                                                                  | Bildstock                                       | Tischsockel mit gefastem Vierkantschaft und zweiseitigem Aufsatz, 1626 | D-6-78-124-8 Wikidata  | BW                         |
| Kirchstraße 1 (Standort)                                                                 | Rathaus                                         | Zweigeschossiger traufständiger Walmdachbau mit geohrten Fensterrahmungen, 18. Jahrhundert                                                                                 | D-6-78-124-15 Wikidata | weitere Bilder             |
| Kirchstraße 4 (Standort)                                                                 | Katholische Pfarrkirche St. Johannes der Täufer | Saalbau mit Turmfassade, 1808–11, von Halbig; mit Ausstattung | D-6-78-124-16 Wikidata | weitere Bilder             |
| Kirchstraße 4 (Standort)                                                                 | Kirchgaden                                      | Mit Kellerzugängen um die Kirche erhalten, 18./19. Jahrhundert, im Kern älter                                                                                              | D-6-78-124-16 Wikidata | weitere Bilder             |
| Kirchstraße 4 (Standort)                                                                 | Graben der Gadenanlage                          | im Pfarrgarten mit Steinplatten überdeckt erhalten | D-6-78-124-16 Wikidata | BW                         |
| Gegenüber Kirchstraße 6                                                                  | Bildstock                                       | Aufsatz mit Kreuzigung und Seitenfiguren, 19. Jahrhundert; nicht nachqualifiziert                                                                                          | D-6-78-124-19 Wikidata | BW                         |
| Kirchstraße 7 a; im Garten (Standort)                                                    | Bildstock                                       | Vierkantiger Schaft auf einfachem Sockel (erneuert), rechteckiger Aufsatz mit Reliefdarstellung der Kreuzigung Christi, Rückseite unbearbeitet, Sandstein, 17. Jahrhundert | D-6-78-124-20 Wikidata | weitere Bilder             |
| Kirchstraße 9 (Standort)                                                                 | Holzlege                                        | Schmaler zweigeschossiger Satteldachbau mit Fachwerk, zweite Hälfte 19. Jahrhundert                                                                                        | D-6-78-124-21 Wikidata | weitere Bilder             |
| Kirchstraße 9 (Standort)                                                                 | Hoftor mit Fußgängerpforte                      | bezeichnet 1848 | D-6-78-124-21 Wikidata | weitere Bilder             |
| Marienplatz (Standort)                                                                   | Mariensäule                                     | Hoher Sandsteinsockel mit Blendmaßwerk, neugotisch, 1871; mit umgebender Grünanlage                                                                                        | D-6-78-124-25 Wikidata | weitere Bilder             |
| Marienplatz 4 (Standort)                                                                 | Hoftorpfosten mit Fußgängerpforte               | Sandstein, bezeichnet „1744“ | D-6-78-124-24 Wikidata | weitere Bilder             |
| Mergeläcker; vor der Friedhofsmauer (Standort)                                           | Bildstock                                       | Ohne Sockel, viereckiger abgefaster Schaft, vierseitiger Aufsatz, Sandstein, 16. Jahrhundert                                                                               | D-6-78-124-7 Wikidata  | weitere Bilder             |
| Mergeläcker (Standort)                                                                   | Wegkreuz                                        | Kruzifix auf schlichtem Tischsockel, 1810 | D-6-78-124-5 Wikidata  | weitere Bilder             |
| Nähe Am Rödertor, bei dem Bildstock an der Straße nach Steinsfeld (Standort)             | Kreuzstein                                      | Mit flacher Abrundung, das erhabene Kreuz wächst aus einem Berg, Sandstein, Mittelalter                                                                                    | D-6-78-124-32 Wikidata | weitere Bilder             |
| Nähe Am Rödertor, an der Straße nach Steinsfeld (Standort)                               | Bildstock                                       | Tischsockel mit Säule, darauf Aufsatz mit Reliefdarstellung der Kreuzigung Christi, rückseitige Inschrift, zweite Hälfte 18. Jahrhundert                                   | D-6-78-124-31 Wikidata | weitere Bilder             |
| Nähe Hauptstraße (Standort)                                                              | Nepomuk                                         | Sandsteinfigur auf gemauertem Sockel, 18. Jahrhundert | D-6-78-124-14 Wikidata | weitere Bilder             |
| Nähe Schmiedweg (Standort)                                                               | Bildstock                                       | Runder Schaft auf niedrigem Würfelsockel, Aufsatz mit Darstellung der Heiligen drei Könige an der Krippe und Heilige Dreifaltigkeit, bezeichnet „1717“                     | D-6-78-124-27 Wikidata | weitere Bilder             |
| Friedhofstraße, Pfarrgarten (Standort)                                                   | Friedhof                                        | | D-6-78-124-6 Wikidata  | weitere Bilder             |
| Friedhofstraße, Pfarrgarten (Standort)                                                   | Friedhof                                        | Kreuzwegstationen, an der Nordostecke, um 1750 | D-6-78-124-6 Wikidata  | weitere Bilder             |

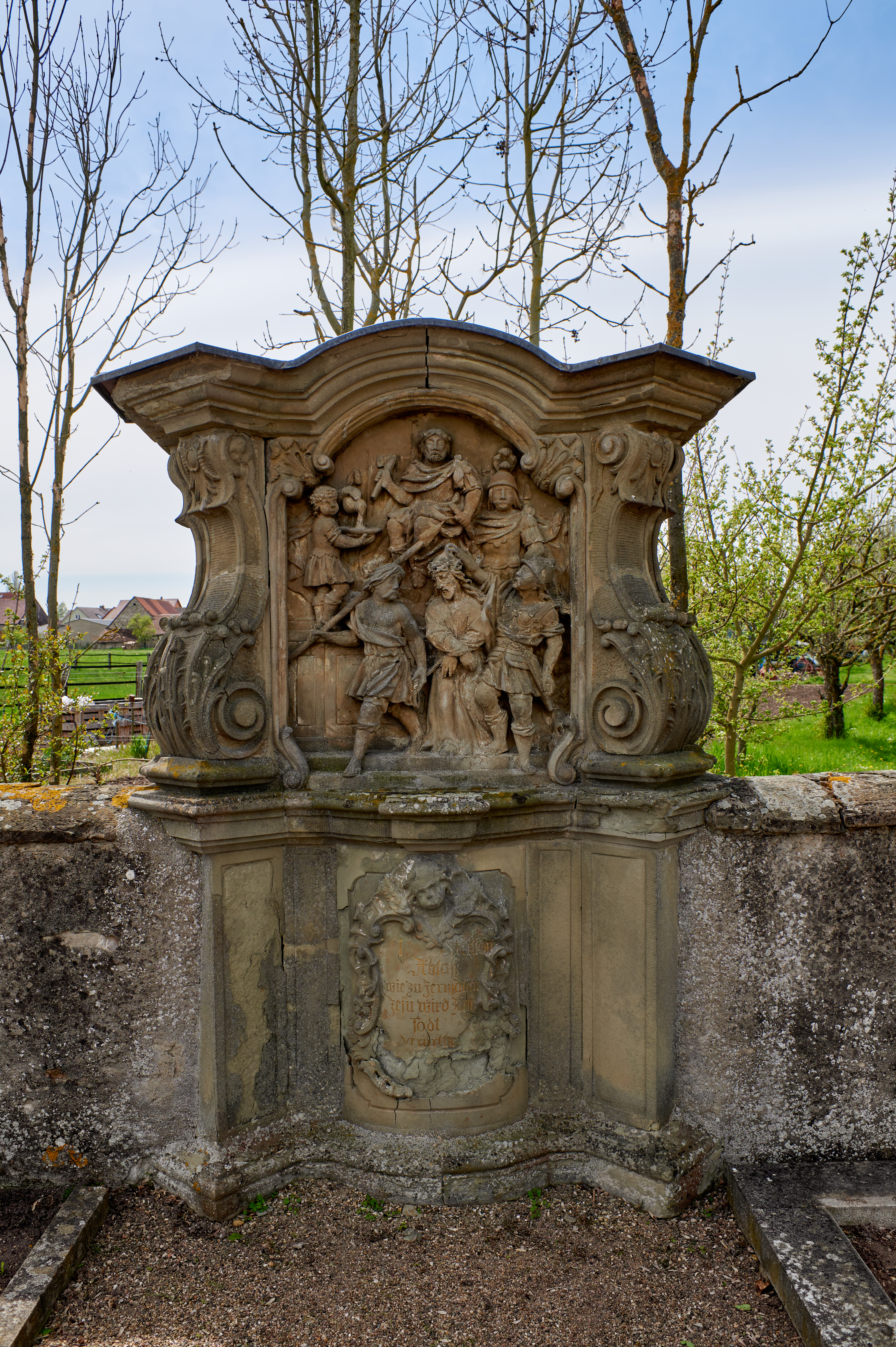
Station I.
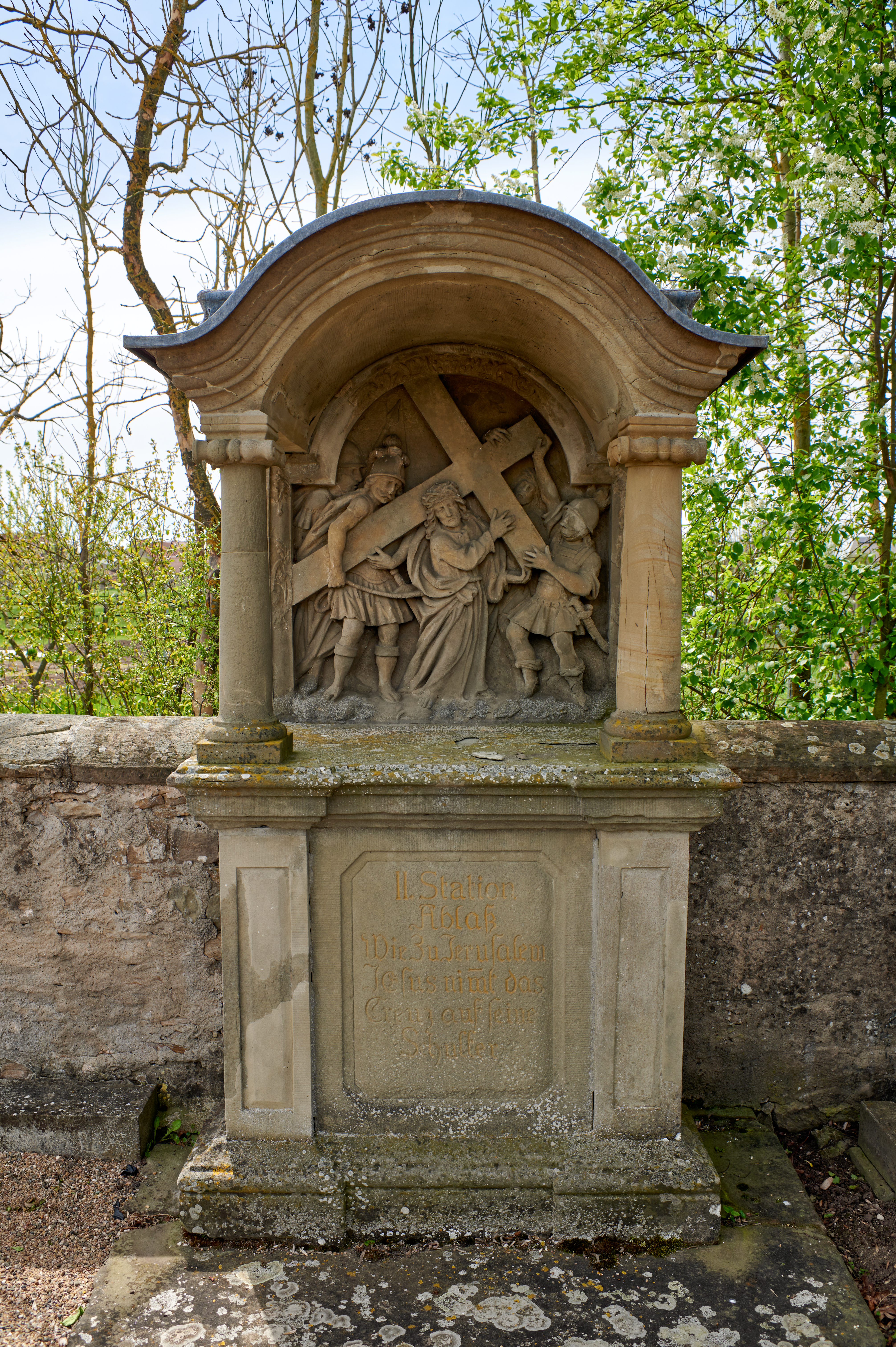
Station II.
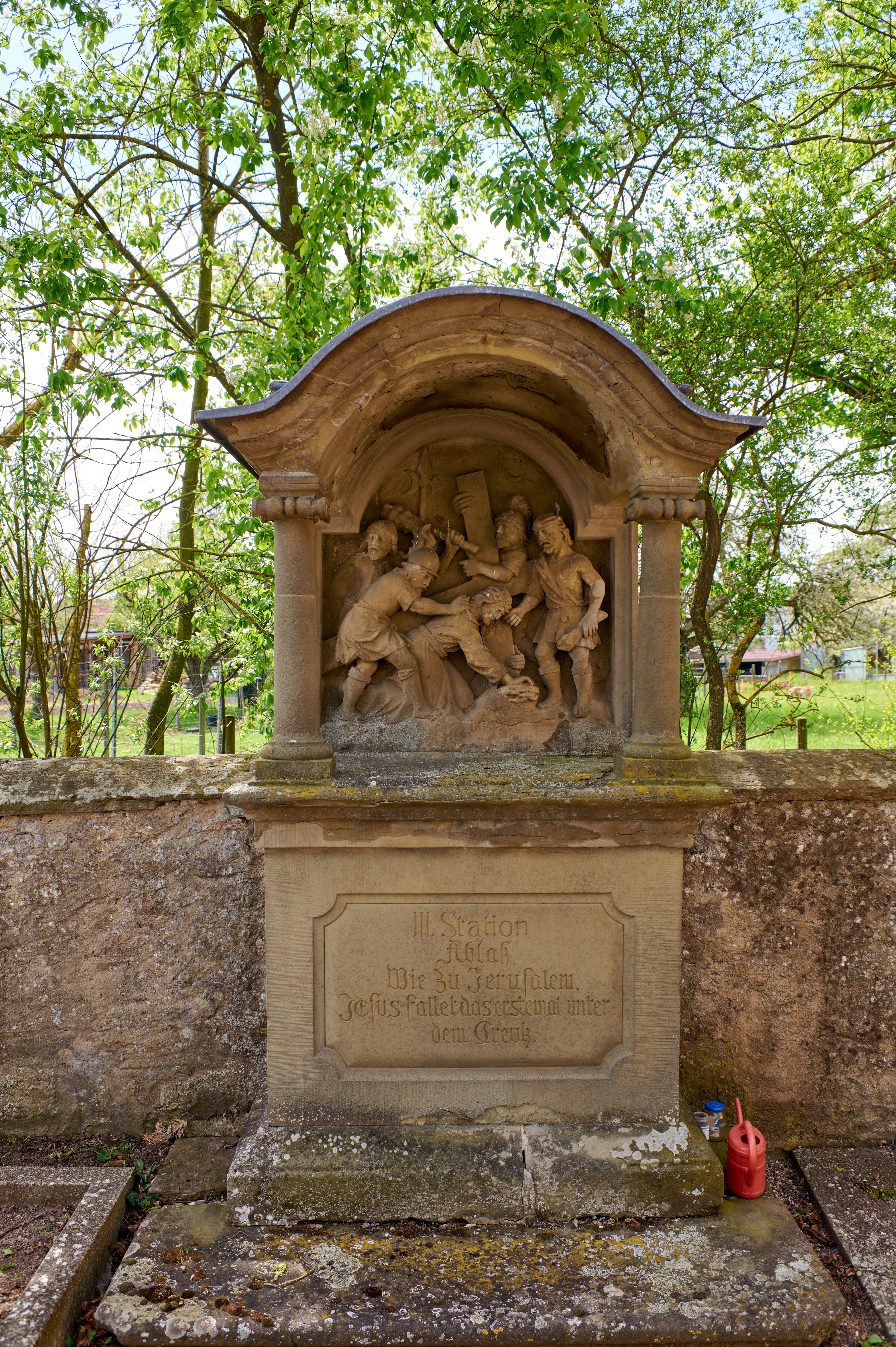
Station III.
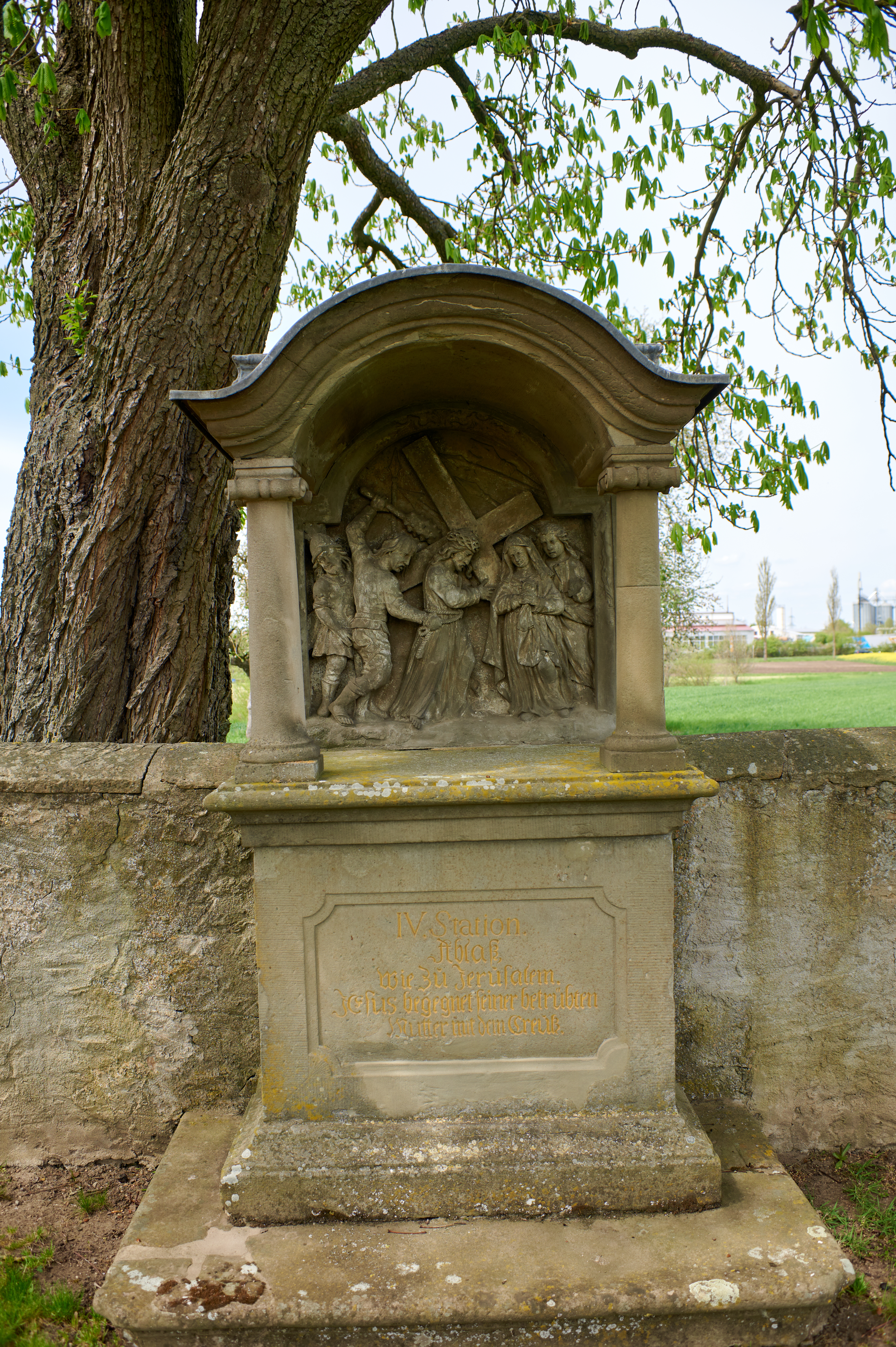
Station IV.
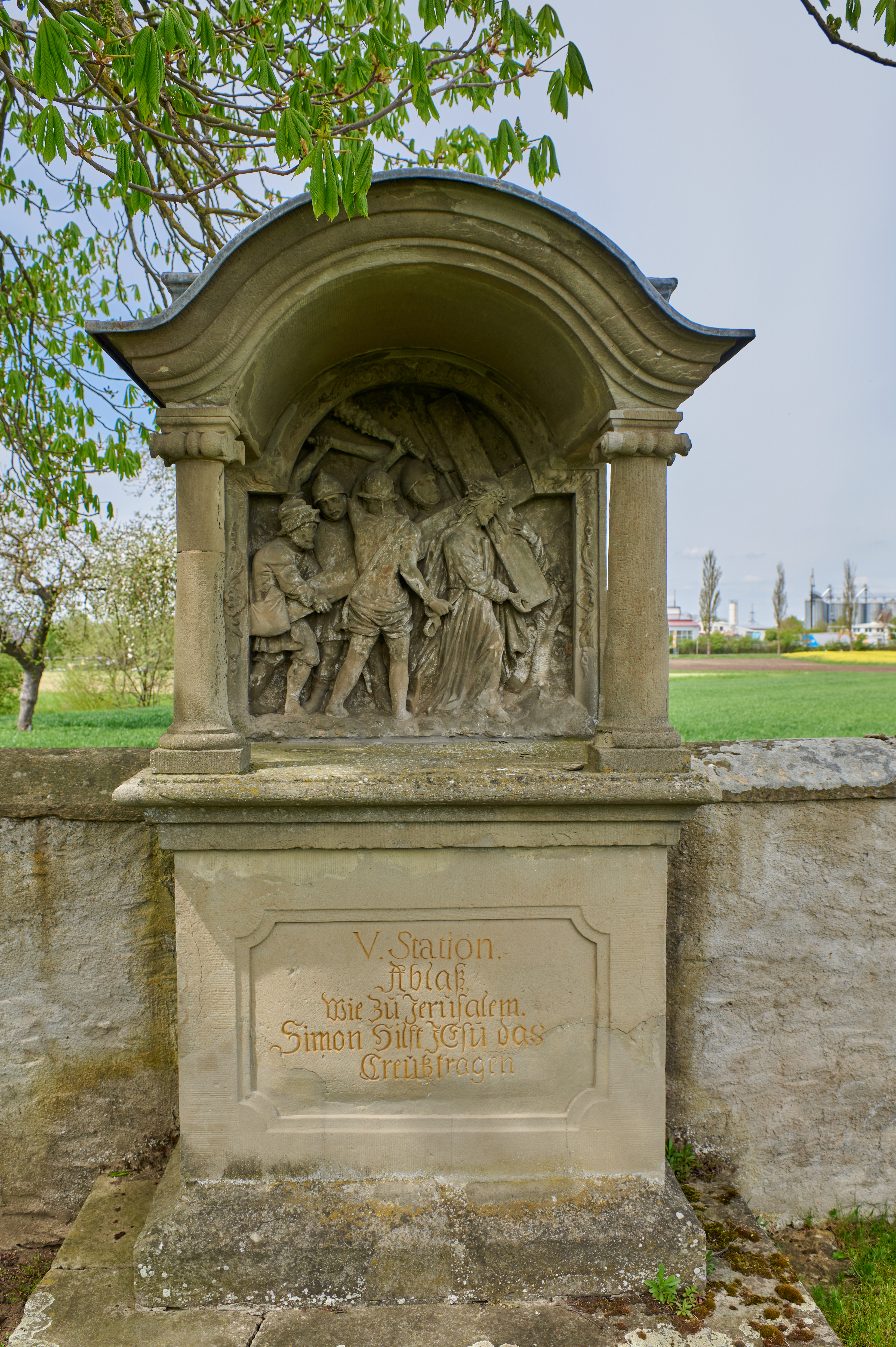
Station V.
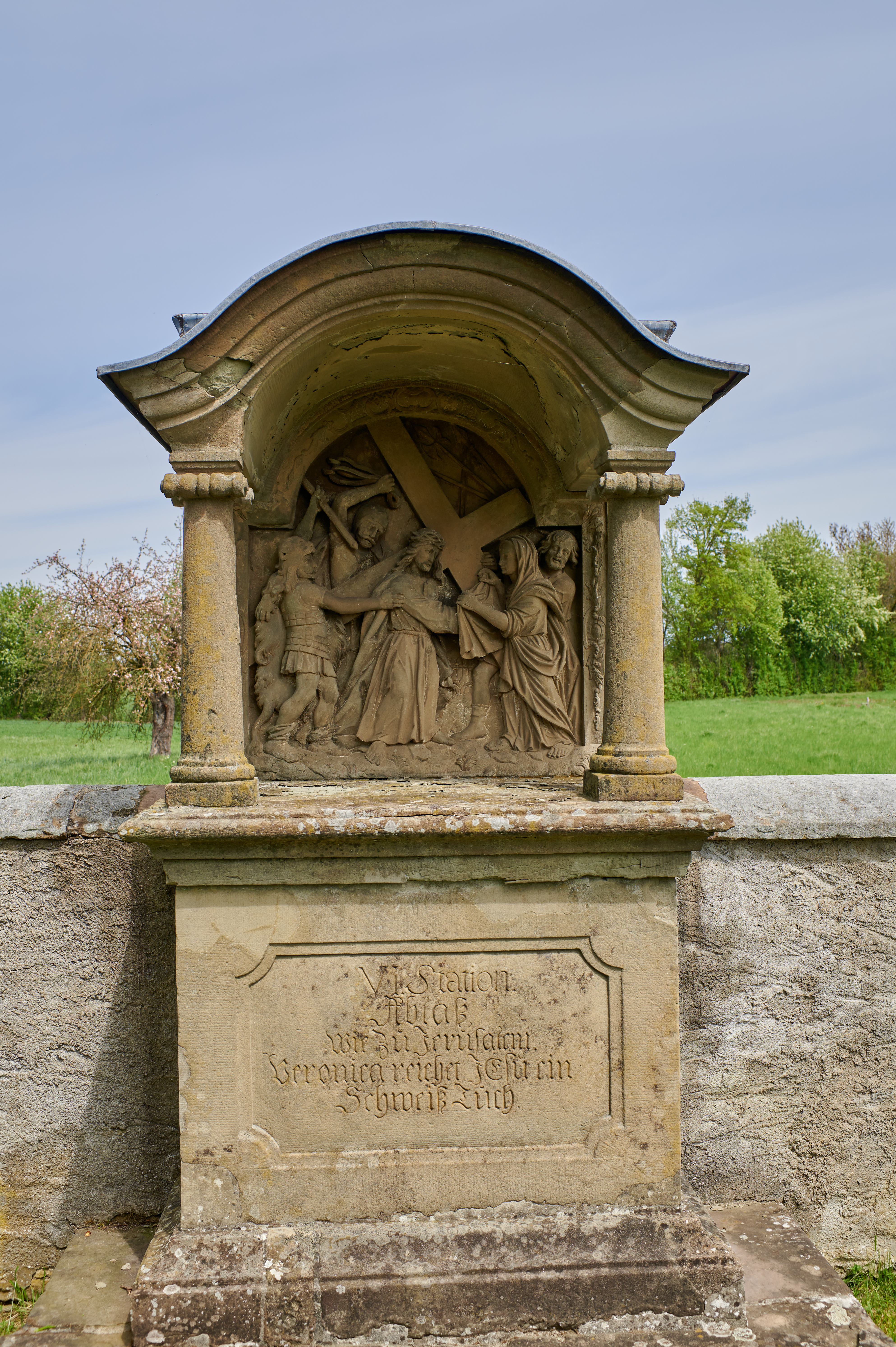
Station VI.
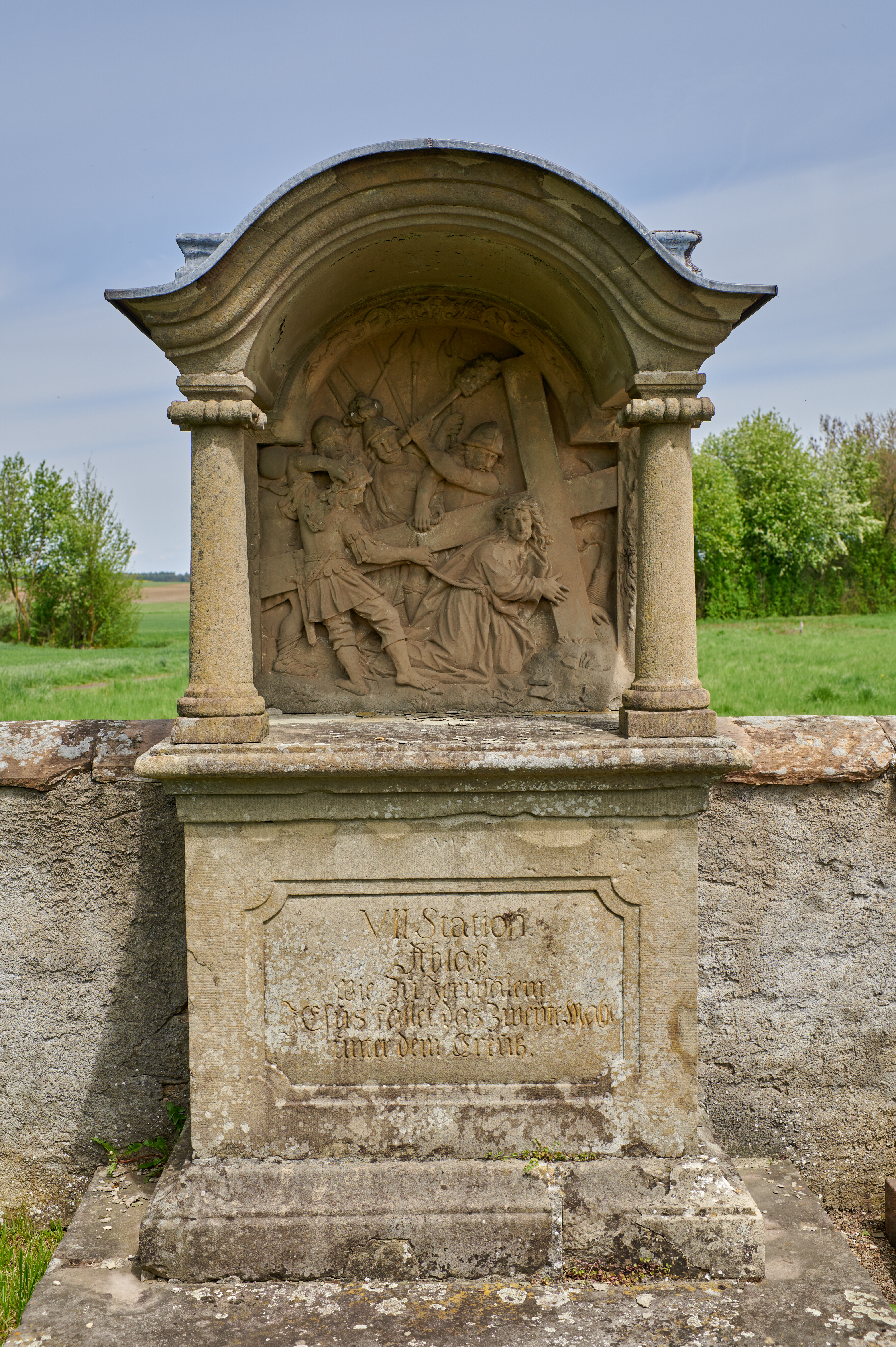
Station VII.
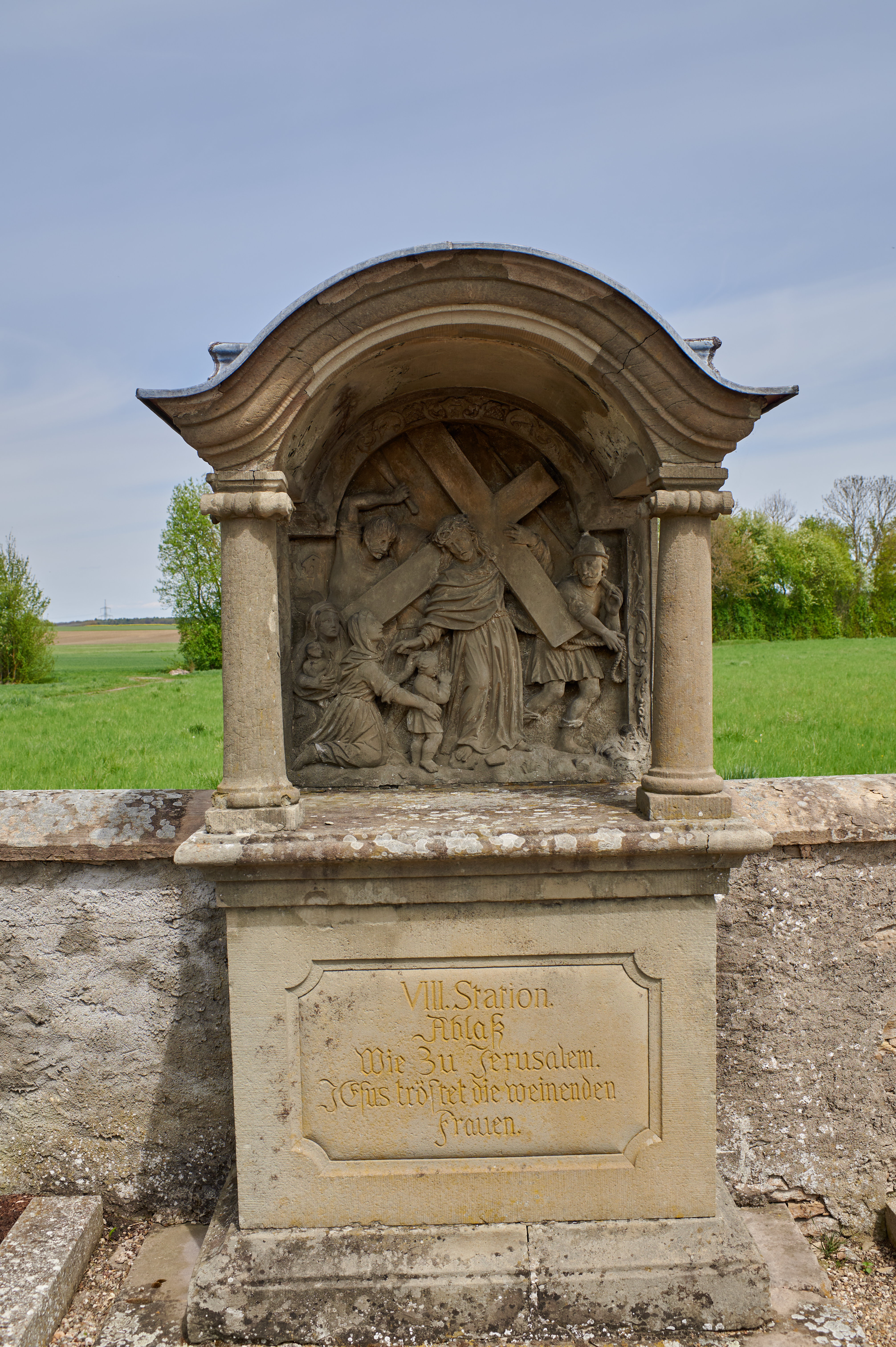
Station VIII.
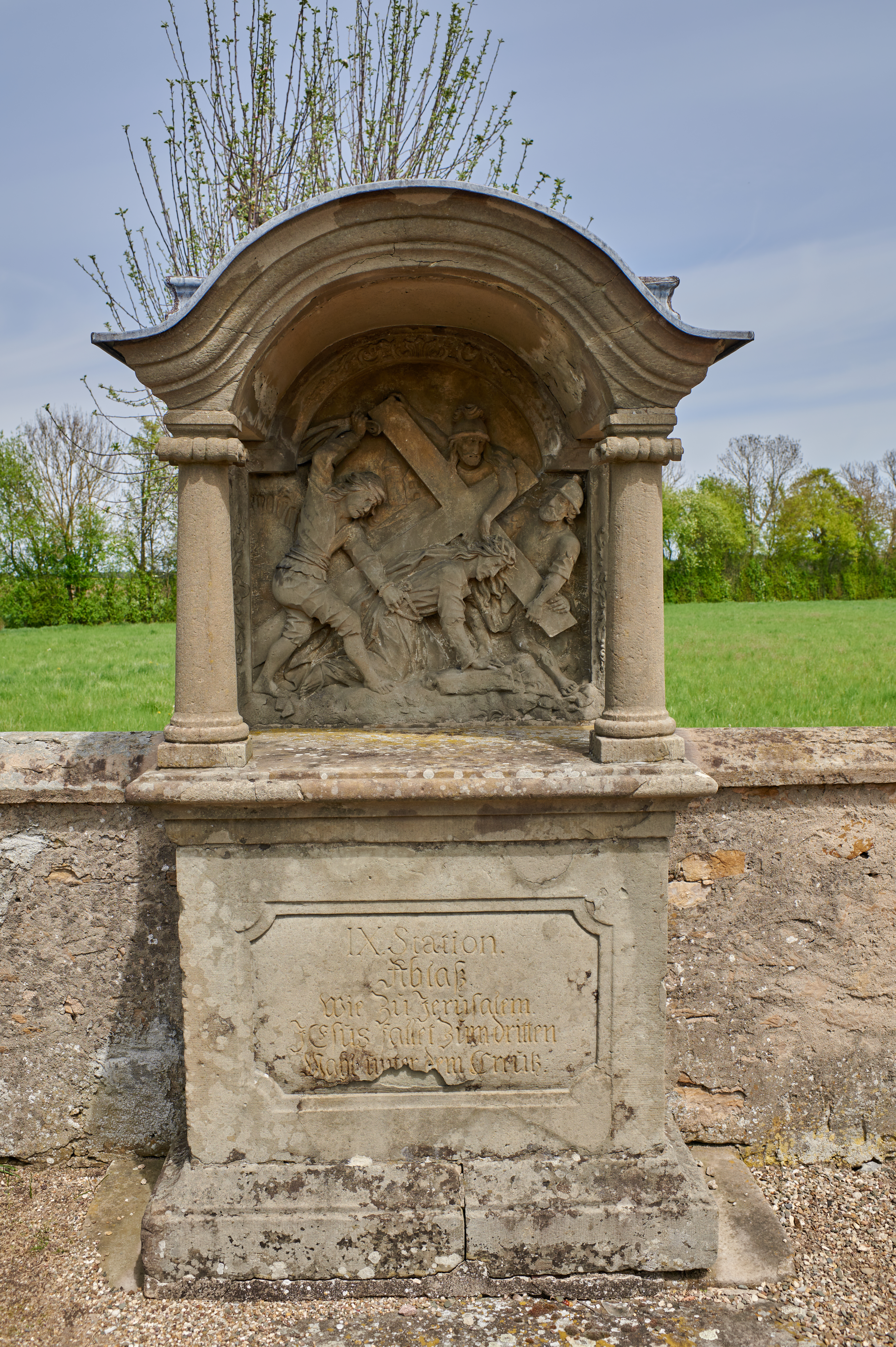
Station X.
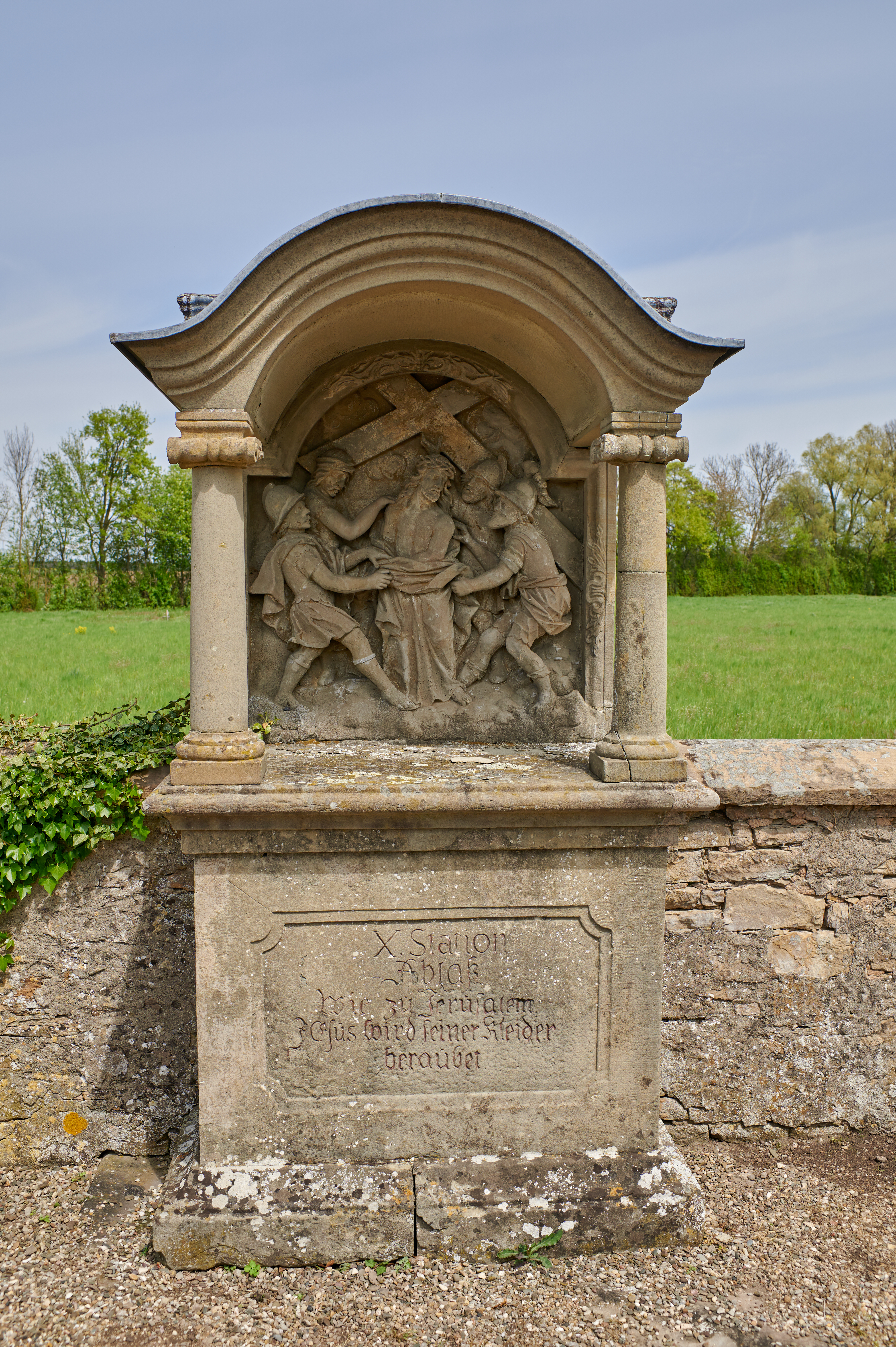
Station XI.
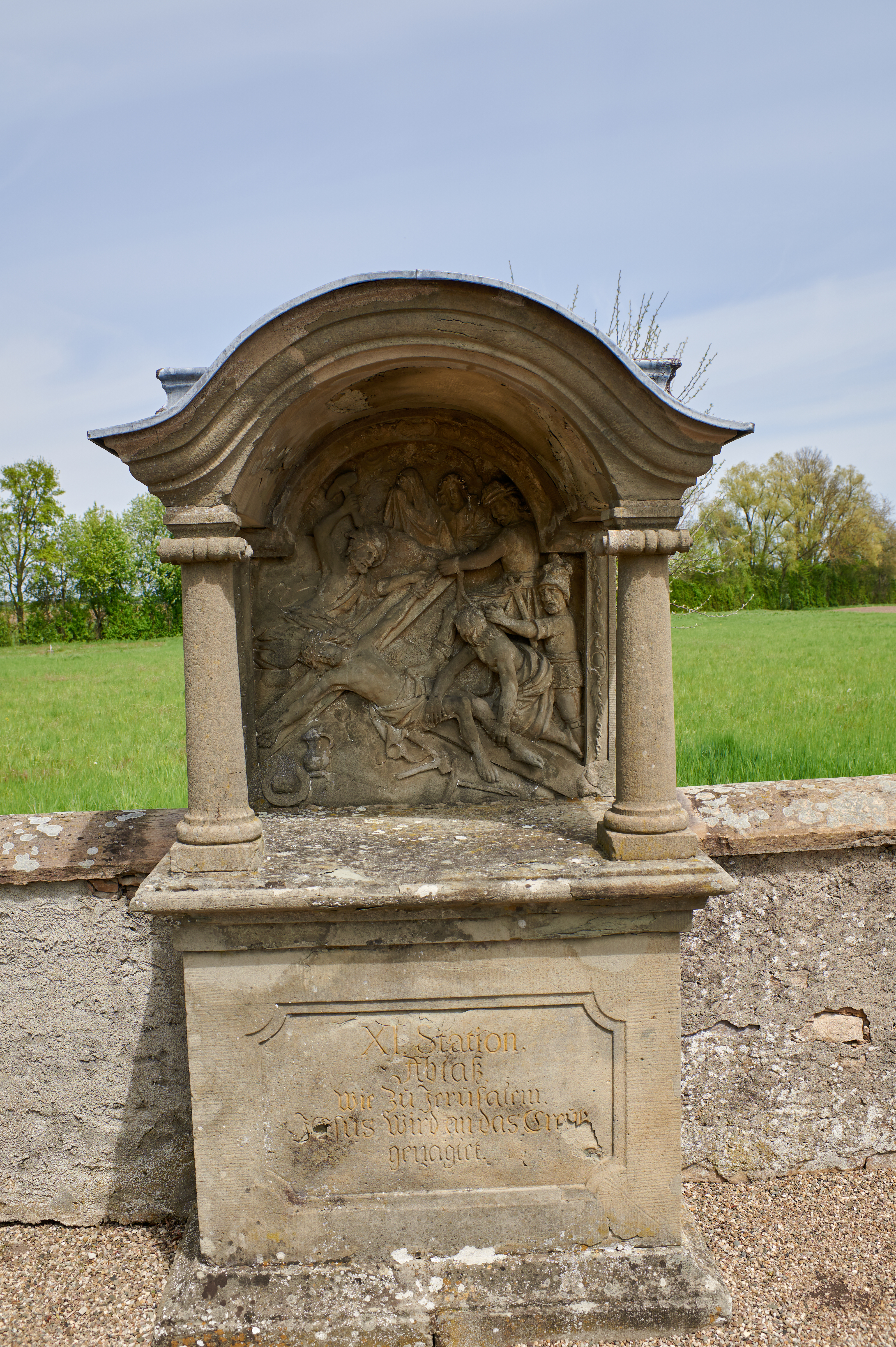
Station XII.
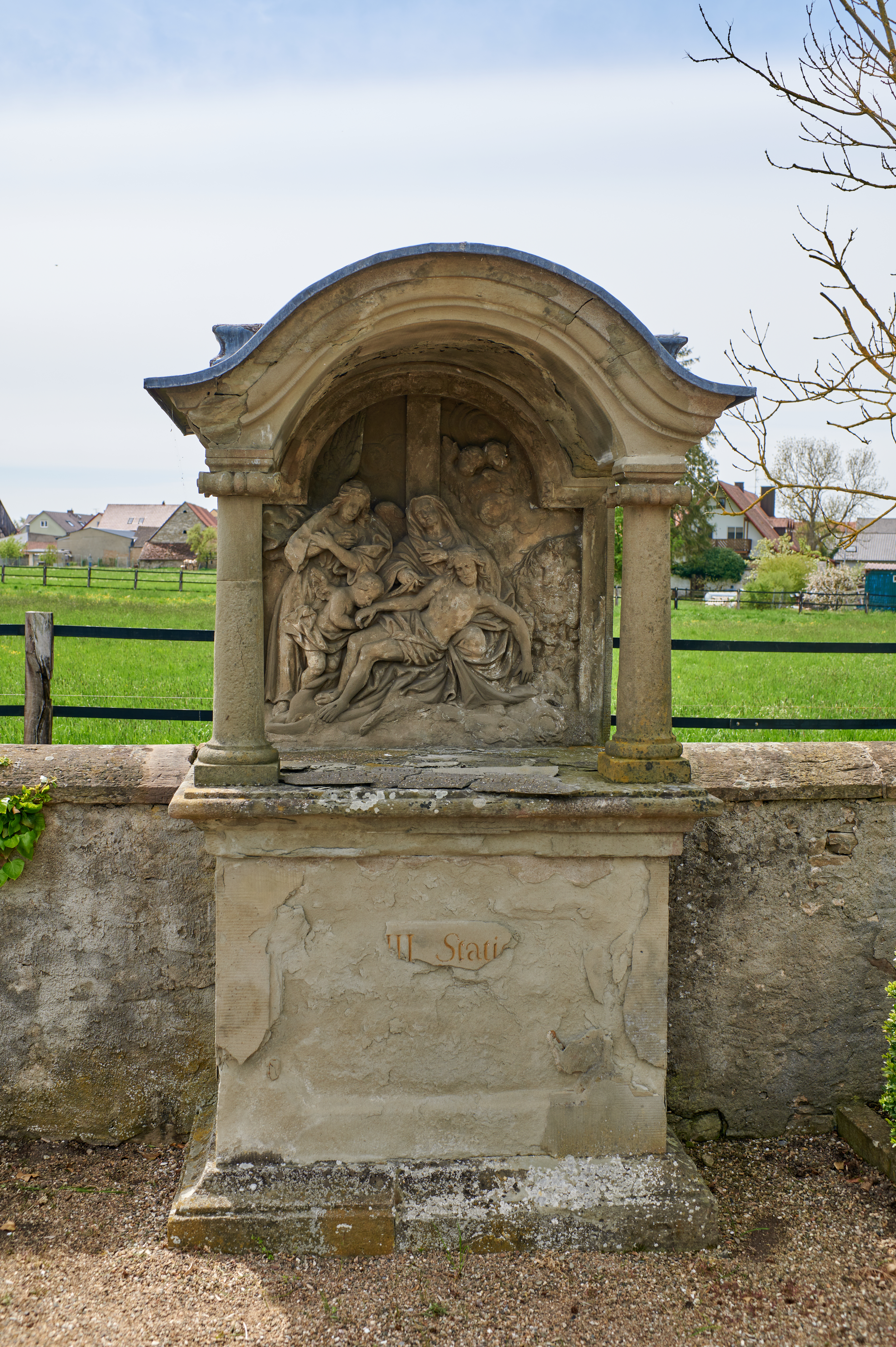
Station XIII.
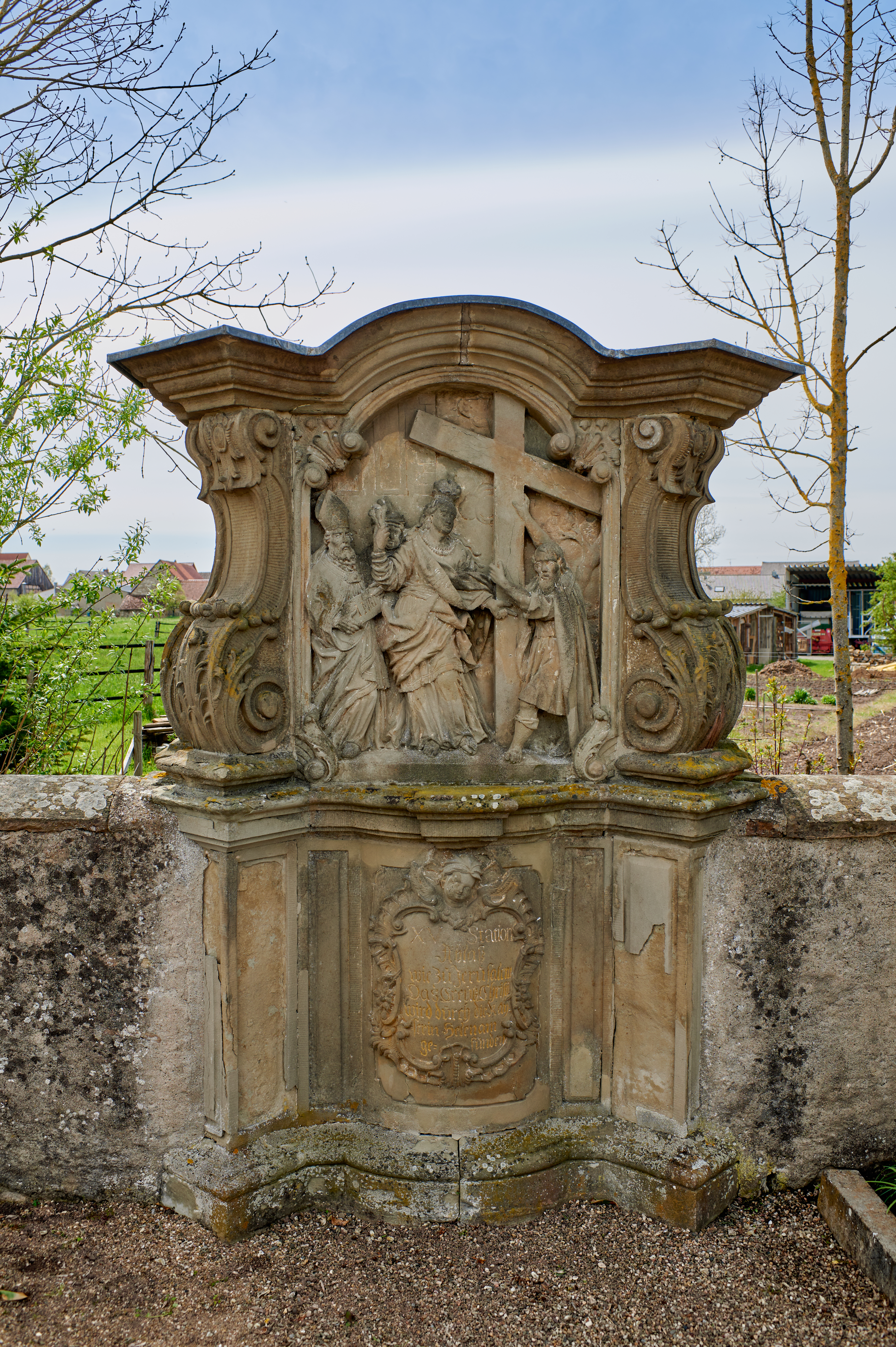
Station XV.

| Lage                                                            | Objekt    | Beschreibung                                      | Akten-Nr.              | Bild           |
| --------------------------------------------------------------- | --------- | ------------------------------------------------- | ---------------------- | -------------- |
| Friedhofstraße, Pfarrgarten (Standort)                          | Friedhof  | Heiliges-Grab-Kapelle                             | D-6-78-124-6 Wikidata  | weitere Bilder |
| Friedhofstraße, Pfarrgarten (Standort)                          | Friedhof  | Kreuzigungsgruppe, mit Balusterschranken, um 1730 | D-6-78-124-6 Wikidata  | weitere Bilder |
| Friedhofstraße, Pfarrgarten (Standort)                          | Friedhof  | Neugotischer Grabstein, 1851                      | D-6-78-124-6 Wikidata  | weitere Bilder |
| Schulwasen, im Feld, bei der Straße nach Gerolzhofen (Standort) | Feldkreuz | Kruzifix auf Tischsockel, Sandstein, 1853         | D-6-78-124-29 Wikidata | weitere Bilder |

### Falkenstein
| Lage                                             | Objekt                    | Beschreibung | Akten-Nr.              | Bild           |
| ------------------------------------------------ | ------------------------- | --- | ---------------------- | -------------- |
| Falkenstein 5 (Standort)                         | Filialkirche St. Nikolaus | Saalbau mit Dachreiter, 1611–12; mit Ausstattung | D-6-78-124-38 Wikidata | weitere Bilder |
| Falkenstein 5 (Standort)                         | Priestergrab              | Gleichzeitig Friedhofskreuz, Sockel mit Inschriften, und Kruzifix mit Bibel und Kelch am Kreuzstamm, Sandstein, 1911                                                                                           | D-6-78-124-38          | weitere Bilder |
| Falkenstein 6 (Standort)                         | Pfarrhaus                 | Zweigeschossiger traufständiger Massivbau mit steilem Walmdach, 1744–48 | D-6-78-124-39 Wikidata | weitere Bilder |
| Falkenstein 6 (Standort)                         | Fußgängerpforte           | 1738 | D-6-78-124-39 Wikidata | weitere Bilder |
| Falkenstein 10 (Standort)                        | Hausrelief                | Marienkrönung, erste Hälfte 19. Jahrhundert | D-6-78-124-40 Wikidata | weitere Bilder |
| An der Straße nach Falkenstein (Standort)        | Drei Kreuzsteine          | Ein Radstein, ein Steinkreuz, sogenannte fünf Musikantensteine, frühmittelalterlich | D-6-78-124-33 Wikidata | weitere Bilder |
| Henzelsberg (Standort)                           | Kreuzstein                | | D-6-78-124-35 Wikidata | weitere Bilder |
| Henzelsberg, Waldabteilung Radstein (Standort)   | Kreuzstein                | Aus Sandstein mit erhabenem Kreuz, auf dessen Vierung ein Rad mit Nabe und zwölf Speichen eingearbeitet ist, darunter im Kreuzstamm eine Pflugreute, im Kopfteil des Kreuzes eine Inschrift, bezeichnet „1603“ | D-6-78-124-36 Wikidata | weitere Bilder |
| Heugern (Standort)                               | Kruzifix                  | Mit Marienfigur, neugotisch, bezeichnet „1902“ | D-6-78-124-42 Wikidata | weitere Bilder |
| Walläcker, Flurabteilung Hollerstöcke (Standort) | Bildstock                 | Freifigur der Mutter Gottes unter gewölbtem Blechdach, 19. Jahrhundert | D-6-78-124-41 Wikidata | weitere Bilder |

### Kleinrheinfeld
| Lage                                                                        | Objekt                                | Beschreibung | Akten-Nr.              | Bild           |
| --------------------------------------------------------------------------- | ------------------------------------- | --- | ---------------------- | -------------- |
| Am Lerchenhügel, an der SW 47 südlich des Ortes (Standort)                  | Kruzifix                              | Sandstein, 1870/79 | D-6-78-124-47 Wikidata | weitere Bilder |
| Am Trieb, an Feldweggabel                                                   | Bildstock                             | Neugotisch, zweite Hälfte 19. Jahrhundert; nicht nachqualifiziert, im Bayerischen Denkmal-Atlas nicht kartiert                                             | D-6-78-124-48 Wikidata | BW             |
| Baumgartenhügel (Standort)                                                  | Friedhofskreuz                        | Kruzifix im Dreinageltypus auf Postament mit Inschrift, bez. 1855                                                                                          | D-6-78-124-98          | BW             |
| Feldweg, südlich des Galgenbergs                                            | Bildstock                             | Neugotisch, zweite Hälfte 19. Jahrhundert; nicht nachqualifiziert, im Bayerischen Denkmal-Atlas nicht kartiert                                             | D-6-78-124-50          | BW             |
| Kleinrheinfeld 7 (Standort)                                                 | Wohnhaus                              | Eingeschossiges Fachwerkhaus, bezeichnet „1816“ | D-6-78-124-44 Wikidata | weitere Bilder |
| Kleinrheinfeld 8 (Standort)                                                 | Bauernhaus                            | Eingeschossiger giebelständiger Satteldachbau, verputzter Fachwerkgiebel, Erdgeschoss mit geohrten Steingewänden, 18. Jahrhundert                          | D-6-78-124-90 Wikidata | weitere Bilder |
| Kleinrheinfeld 26 (Standort)                                                | Filialkirche St. Jakobus Major        | Saalbau mit Dachreiter, 1712; mit Ausstattung | D-6-78-124-43 Wikidata | weitere Bilder |
| Kleinrheinfeld 27 (Standort)                                                | Kruzifix                              | Holz, um 1900 | D-6-78-124-91 Wikidata | weitere Bilder |
| an der SW54, Laubwiesen (Standort)                                          | Kapelle                               | Kriegergedächtnisstätte mit neubarockem Sebastiansaltar, Anfang 20. Jahrhundert                                                                            | D-6-78-124-46 Wikidata | weitere Bilder |
| Pfingstwasenäcker, Weg nach Pusselsheim (Standort)                          | Bildstock                             | Gebauchter und gefaster Schaft auf Tischsockel, Aufsatz mit Muttergottes, 1928                                                                             | D-6-78-124-49 Wikidata | weitere Bilder |
| Staatsstraße 2275; südlich der Straße Donnersdorf–Mönchstockheim (Standort) | Bildstock, sogenannte Hensleinsmarter | Viereckiger Schaft (erneuert) mit rundbogigem Aufsatz, Reliefdarstellungen der Kreuzigung Christi und Kreuzabnahme, mit Seitenfiguren, 16./17. Jahrhundert | D-6-78-124-51 Wikidata | weitere Bilder |

### Mittelmühle
| Lage                     | Objekt          | Beschreibung                                                          | Akten-Nr.              | Bild           |
| ------------------------ | --------------- | --------------------------------------------------------------------- | ---------------------- | -------------- |
| Mittelmühle 2 (Standort) | Alte Mühle      | Eingeschossiger Satteldachbau mit Fachwerkgiebel, 17./18. Jahrhundert | D-6-78-124-52 Wikidata | weitere Bilder |
| Mittelmühle 2 (Standort) | Sandsteinpforte | 1800                                                                  | D-6-78-124-52 Wikidata | weitere Bilder |

### Pusselsheim
| Lage                                                      | Objekt                                       | Beschreibung | Akten-Nr.              | Bild           |
| --------------------------------------------------------- | -------------------------------------------- | --- | ---------------------- | -------------- |
| Am Schärf, an der Straße nach Obereuerheim (Standort)     | Kreuzschlepper                               | 18. Jahrhundert | D-6-78-124-61 Wikidata | weitere Bilder |
| An den Linden 4 (Standort)                                | Ehemaliges Pfarrhaus                         | Zweigeschossiger Mansarddachbau | D-6-78-124-56 Wikidata | weitere Bilder |
| An den Linden 4 (Standort)                                | Sandsteinpforte                              | Bezeichnet „1802“ | D-6-78-124-56          | weitere Bilder |
| An den Linden 7 (Standort)                                | Fußgängerpforte                              | Mit Voluten und Zapfen, Sandstein, 1845 | D-6-78-124-55 Wikidata | weitere Bilder |
| An den Linden 8 (Standort)                                | Bauernhaus                                   | Zweigeschossiger giebelständiger Satteldachbau, 1846 | D-6-78-124-57 Wikidata | weitere Bilder |
| An den Linden 8 (Standort)                                | spätklassizistische Fußgängerpforte          | mit Muttergottesfigur | D-6-78-124-57 Wikidata | weitere Bilder |
| An den Linden 10 (Standort)                               | Altarbildstock                               | Tischsockel mit altarähnlichem Aufsatz, Retabel mit Reliefdarstellung der Marienkrönung, als Bekrönungsfigur der Evangelist Johannes mit Buch und Adler, Sandstein, 18. Jahrhundert | D-6-78-124-58 Wikidata | weitere Bilder |
| An den Linden 10 (Standort)                               | Katholische Pfarrkirche St. Burkard          | Saalbau mit Turmfassade, 1775–78, von Maurermeister Wucherer; mit Ausstattung. | D-6-78-124-53 Wikidata | weitere Bilder |
| An den Linden 10 (Standort)                               | Katholische Pfarrkirche St. Burkard          | Ölbergkapelle, 1862, von M. Hauck | D-6-78-124-53 Wikidata | weitere Bilder |
| An den Linden 10 (Standort)                               | Kirchhofeinfriedung                          | Eisenzaun mit Bezeichnung 1876 | D-6-78-124-53 Wikidata | weitere Bilder |
| An den Linden 15 (Standort)                               | Friedhofskapelle                             | Kleiner traufständiger Walmdachbau, wohl um 1800 | D-6-78-124-54 Wikidata | weitere Bilder |
| An den Linden 15 (Standort)                               | Friedhofskreuz                               | 1882 | D-6-78-124-54 Wikidata | weitere Bilder |
| An den Linden 15, vor dem Friedhof (Standort)             | Bildstock                                    | Gewirrtelte Säule auf schlankem Sockel, spitzbogiger Aufsatz mit Darstellung der Heiligen Dreifaltigkeit, neugotisch, bezeichnet „1870“                                             | D-6-78-124-60 Wikidata | weitere Bilder |
| An der Röthe, östlich des Ortes, an der Straße (Standort) | Tabernakelbildstock                          | Sockel mit Blendmaßwerk und Tabernakelaufsatz mit Relief der vierzehn Nothelfer, neugotisch, 1884                                                                                   | D-6-78-124-64 Wikidata | weitere Bilder |
| Dürrwiesenäcker, am Wasserdurchlass (Standort)            | Bildstock                                    | Tischsockel mit rundem Schaft, Aufsatz mit Relief der Pietà, 1722 | D-6-78-124-62 Wikidata | weitere Bilder |
| Kirchberg 12 (Standort)                                   | Heiligenfigur, Standbild des heiligen Rochus | Bezeichnet 1733/1948; auf der Hofmauer von Haus Nr. 12 | D-6-78-124-59          | weitere Bilder |
| Kreuzäcker, Straße nach Obereuerheim (Standort)           | Bildstock                                    | Ohne Sockel, viereckiger Schaft mit rundbogigem Aufsatz und Bekrönungskreuz, 1701                                                                                                   | D-6-78-124-63 Wikidata | weitere Bilder |
| Kreisstraße SW 28, westlich vom Ort (Standort)            | Wegkapelle; Christus an der Geißelsäule      | 1985 | D-6-78-124-68 Wikidata | weitere Bilder |
| Sauhecken, Feldwegkreuzung südlich des Ortes (Standort)   | Bildstock                                    | Tischsockel mit gefastem Vierkantschaft, Aufsatz mit Bildnische, darin Heilige Dreifaltigkeit                                                                                       | D-6-78-124-66 Wikidata | weitere Bilder |
| Tugendorfer Weg, östlicher Ortsausgang (Standort)         | Wegkreuz                                     | Kruzifix, Sockel mit Rokokokartusche, Sandstein, 18. Jahrhundert | D-6-78-124-65 Wikidata | weitere Bilder |
| Zur Leite, westlicher Ortsausgang (Standort)              | Bildstock                                    | Ohne Sockel, viereckiger Schaft (erneuert), rundbogiger Aufsatz, Kreuzigungsdarstellung (fragmentarisch erhalten), rückseitige Inschrift, bezeichnet „1623“                         | D-6-78-124-67 Wikidata | weitere Bilder |

### Traustadt
| Lage                                                                                        | Objekt                                       | Beschreibung | Akten-Nr.              | Bild           |
| ------------------------------------------------------------------------------------------- | -------------------------------------------- | --- | ---------------------- | -------------- |
| Am Altmannsdorfer Weg; Voit-von-Rieneck-Straße, an der Straße nach Hundelshausen (Standort) | Wegkreuz                                     | Kruzifix, Sandstein, bezeichnet „1835“ | D-6-78-124-84 Wikidata | weitere Bilder |
| Am Schloß 1, an der Straße nach Kleinrheinfeld (Standort)                                   | Mariensäule                                  | Tischsockel mit viereckigem Schaft, darauf Sandsteinfigur der Mutter Gottes mit Kind, 18./19. Jahrhundert                                                                     | D-6-78-124-82 Wikidata | weitere Bilder |
| Am Schloß 1 (Standort)                                                                      | Torbau des abgegangenen Schlosses            | Rundbogiger Torbau mit Fußgängerpforte | D-6-78-124-69 Wikidata | weitere Bilder |
| Am Schloß 1 (Standort)                                                                      | Wappenrelief                                 | Wappenrelief | D-6-78-124-69 Wikidata | weitere Bilder |
| Am Schloß 1 (Standort)                                                                      | Remise des abgegangenen Schlosses            | Eingeschossiger Satteldachbau, wohl Fachwerk, 17. Jahrhundert | D-6-78-124-69 Wikidata | weitere Bilder |
| Am Schloß 6 (Standort)                                                                      | Katholische Kapelle Heilige Dreifaltigkeit   | Schlichter Satteldachbau mit Dachreiter und polygonalem Chorabschluss, geohrte Fensterrahmungen und Eckquaderung, 1723–24; mit Ausstattung                                    | D-6-78-124-70 Wikidata | weitere Bilder |
| Wegkreuzung, nordöstlich des Ortes                                                          | Bildstock                                    | 18. Jahrhundert; nicht nachqualifiziert, im Bayerischen Denkmal-Atlas nicht kartiert                                                                                          | D-6-78-124-85          | BW             |
| Julius-Echter-Ring 4 (Standort)                                                             | Hoftor mit Fußgängerpforte und Nepomuk-Figur | Sandstein, bezeichnet „1736“ | D-6-78-124-71 Wikidata | weitere Bilder |
| Julius-Echter-Ring 5 (Standort)                                                             | Hoftor mit Fußgängerpforte                   | Mit Voluten und Kugelaufsätzen, Sandstein, 18. Jahrhundert | D-6-78-124-72 Wikidata | weitere Bilder |
| Julius-Echter-Ring 9 (Standort)                                                             | Bauernhaus                                   | Eingeschossiger traufständiger Halbwalmdachbau mit geohrten Fensterrahmungen, 18. Jahrhundert                                                                                 | D-6-78-124-73 Wikidata | weitere Bilder |
| Julius-Echter-Ring 17 (Standort)                                                            | Wohnhaus                                     | Zweigeschossiger Walmdachhaus mit Fachwerkobergeschoss, 18. Jahrhundert | D-6-78-124-74 Wikidata | weitere Bilder |
| Julius-Echter-Ring 18; Julius-Echter-Ring 20 (Standort)                                     | Pietà-Nische                                 | Sandsteinnische in der Friedhofsmauer; wohl ehemaliger Bildstockaufsatz, 15./16. Jahrhundert                                                                                  | D-6-78-124-1 Wikidata  | weitere Bilder |
| Julius-Echter-Ring 19 (Standort)                                                            | Wohnhaus                                     | Zweigeschossiger Walmdachbau mit Fachwerkobergeschoss, 18. Jahrhundert | D-6-78-124-75 Wikidata | weitere Bilder |
| Julius-Echter-Ring 20 (Standort)                                                            | Katholische Pfarrkirche St. Kilian           | Nachgotischer Bau, um 1630; mit Ausstattung | D-6-78-124-76 Wikidata | weitere Bilder |
| Julius-Echter-Ring 24 (Standort)                                                            | Bauernhaus                                   | Eingeschossiges Giebelhaus mit geohrten Fensterrahmungen und Fachwerkgiebel, erste Hälfte 18. Jahrhundert                                                                     | D-6-78-124-77 Wikidata | weitere Bilder |
| Julius-Echter-Ring 24 (Standort)                                                            | Fußgängerpforte                              | Bezeichnet „1723“ | D-6-78-124-77 Wikidata | weitere Bilder |
| Nähe Voit-von-Rieneck-Straße, an der Bushaltestelle (Standort)                              | Bildstock                                    | Tischsockel mit viereckigem Schaft, dreiseitiger Aufsatz mit Bekrönungskreuz, diverse Reliefdarstellungen, bezeichnet „1733“                                                  | D-6-78-124-81 Wikidata | weitere Bilder |
| Spitalstraße, Weg nach Vögnitz (Standort)                                                   | Wegkreuz                                     | Kruzifix, 1877 | D-6-78-124-83 Wikidata | weitere Bilder |
| Spitalstraße 1 (Standort)                                                                   | Ehemaliges St.-Philipps-Spital               | Zweigeschossiger Sandsteinquaderbau mit Walmdach und Rundbogenfenstern, spätklassizistisch, Mitte 19. Jahrhundert                                                             | D-6-78-124-78 Wikidata | weitere Bilder |
| Wart, nordöstlich des Ortes; Weggabel (Standort)                                            | Feldkreuz                                    | Kruzifix, neugotisch, zweite Hälfte 19. Jahrhundert | D-6-78-124-86 Wikidata | weitere Bilder |
| Ziegelhütte, zwischen drei Linden (Standort)                                                | Bildstock                                    | Niedriger Tischsockel mit viereckigem Schaft, darauf ein vierseitiger Aufsatz (heiliger Johannes, heiliger Joseph, heilige Anna, heilige Maria) mit Erzbischofskreuz, um 1800 | D-6-78-124-92 Wikidata | weitere Bilder |
| Zu den Weinbergen 27 (Standort)                                                             | Hoftor mit Fußgängerpforte                   | Kugelaufsatz, Sandstein, 1741 | D-6-78-124-80 Wikidata | weitere Bilder |

### Tugendorf
| Lage                                                  | Objekt              | Beschreibung | Akten-Nr.              | Bild                |
| ----------------------------------------------------- | ------------------- | --- | ---------------------- | ------------------- |
| Hinterm Dorf, nördlicher Ortsrand (Standort)          | Bildstock           | Säule auf Tischsockel, Aufsatz mit Darstellung der Kreuzigung und der heiligen Familie, 18. Jahrhundert                        | D-6-78-124-88 Wikidata | weitere Bilder      |
| In Tugendorf (Standort)                               | Katholische Kapelle | Schlichter Saalbau mit polygonalem Chorabschluss und Dachreiter, spätes 18. Jahrhundert; mit Ausstattung                       | D-6-78-124-87 Wikidata | Katholische Kapelle |
| Staudenweg, Wegegabel südöstlich des Ortes (Standort) | Bildstock           | Runder Schaft mit großem, halbrund abschließendem Aufsatz, Darstellung der Pietà, rückwärtig Stifterfamilie, bezeichnet „1692“ | D-6-78-124-89 Wikidata | weitere Bilder      |

## Abgegangene Baudenkmäler
| Lage                           | Objekt                     | Beschreibung                                                                                     | Akten-Nr.              | Bild           |
| ------------------------------ | -------------------------- | ------------------------------------------------------------------------------------------------ | ---------------------- | -------------- |
| Kirchstraße 9 (Standort)       | Ehemaliges Gasthaus        | Zweigeschossiger Halbwalmdachbau mit verputztem Fachwerkobergeschoss, um 1800. 2024 abgebrochen. | D-6-78-124-21 Wikidata | weitere Bilder |
| Traustadt Zu den Weinbergen 24 | Hoftor mit Fußgängerpforte | 1744, abgegangen                                                                                 | D-6-78-124-79 Wikidata | BW             |

## Ehemalige Baudenkmäler
| Lage                                    | Objekt                | Beschreibung | Akten-Nr.              | Bild |
| --------------------------------------- | --------------------- | --- | ---------------------- | ---- |
| Donnersdorf Kirchstraße; bei der Kirche | Bildstock             | 19. Jahrhundert | D-6-78-124-18          | BW   |
| Donnersdorf Hauptstraße 35; Im Garten   | Neugotische Hausfigur | | D-6-78-124-22 Wikidata | BW   |
| Falkenstein Waldabteilung Radstein      | Kreuzstein            | Nicht auffindbar; am 4. Dezember 2023 aus der Denkmalliste gelöscht. War möglicherweise ein Duplikat von D-6-78-124-35. | D-6-78-124-37 Wikidata | BW   |
| Kleinrheinfeld Im Dorf                  | Bildstock             | Neugotisch, 1862–63 | D-6-78-124-45 Wikidata | BW   |